# Jet Force Gemini
Jet Force Gemini ist ein Videospiel der Firma Rare vom Genre der Third-Person-Shooter. Es erschien am 2. November 1999 für das Nintendo 64.
Der Spieler steuert eine von drei Spielfiguren durch dreidimensionale Level und schießt sich durch Reihen von meist insektenartigen Gegnern.

## Handlung
Die Geschichte spielt in einem unbekannten Teil unserer Galaxis. Der böse Unterdrücker Mizar erobert unaufhörlich die Planeten, ein interstellarer Krieg steht unmittelbar bevor. Das Team der Jet Force Gemini um Juno, Vela und ihrem Hund Lupus erfasst auf ihren Patrouillen eine beunruhigende Ausbreitung an Zerstörung und Verwüstung. Sie eilen sofort zur Hilfe der befreundeten Völker, die von riesigen Insektenhorden gefangen genommen wurden.
Die drei Krieger werden im Laufe des Spiels getrennt und verfolgen ihre eigenen militärischen Ziele, die zur Befreiung des unterdrückten Volkes, der „Tribals“, unabdingbar sind. Ihr finales Ziel ist die Festung des Tyrannen Mizars, wo sie sich ihm entgegenstellen und ihn im Kampf besiegen. Doch Mizar flüchtet aus seiner Festung auf einen Asteroiden, den er auf Kollisionskurs mit dem Planeten Erde ansetzt. Die Tribals bedanken sich für die Hilfe der Jet Force und geben ihnen ein schnelles Raumschiff, mit dem es den drei Freunden möglich ist, den Asteroiden einzuholen. In einem finalen Kampf gegen Mizar werden Vela und ihr Hund Lupus verletzt, doch Juno kann Mizar alleine bezwingen. Sie vernichteten den Asteroiden mit Hilfe ihrer Roboterdrohne namens Floyd und retteten sich auf den Planeten Erde, wo sie von der Jet Force im Hauptquartier feierlich empfangen werden und einen Orden verliehen bekommen.

## Spielprinzip
Der Spieler betrachtet die Spielfigur in der dritten Person und steuert sie mit dem N64-Gamepad. Die Laufbewegung wird frei mit dem Analog-Stick bestimmt. Auf Knopfdruck kann der Charakter seitlich laufen, springen, in eine kniende Haltung gehen und sich auf den Boden legen.
Der Spieler kann auch in einen alternativen Steuerungsmodus wechseln, bei dem sich die Perspektive direkt hinter der Spielfigur befindet. In diesem Modus zielt man mit dem Analog-Stick und bewegt den Charakter mit den vier karoförmig angeordneten C-Knöpfen.
Zu Beginn des Spiels steht dem Spieler in der Charakterauswahl nur Juno zur Verfügung. Im weiteren Spielverlauf kann er Vela und den Hund Lupus freischalten. Jeder dieser drei Charaktere beginnt auf einem anderen Planeten. Ziel ist es, zu einer Flugkapsel am Ende des Levels zu gelangen, die den Charakter zum nächsten Planeten befördert. In jedem Level kann man auch eine bestimmte Anzahl von Tribals evakuieren. Diese sind jedoch genau wie Gegner verwundbar und können im Feuergefecht umkommen. Auch versuchen Gegner gelegentlich, die Tribals zu exekutieren. Jeder der Charaktere startet mit einer Pistole und kann in den einzelnen Leveln zusätzliche Waffen und Munition finden. Ferner erhöhen bestimmte Munitionsboxen auch die maximale Anzahl der Munition, die der Charakter tragen kann. Am Ende des dritten Planeten wartet auf jeden Charakter ein Endgegner.
Nachdem der finale Endgegner zum ersten Mal besiegt wurde, erhalten alle drei Spielfiguren einen Raketenrucksack. Der Spieler kann damit nun vorher unzugängliche Gebiete erreichen, wenn er im Level eine Ladestation für den Tank des Jetpacks findet. Zusätzlich ist es nun möglich, alle besuchten Planeten mit einem beliebigen Charakter zu erkunden. Jeder der drei Charaktere hat eine besondere Fähigkeit: Juno kann unversehrt durch Magma laufen, Vela kann ins Wasser tauchen und Lupus kann nach einem Sprung für kurze Zeit in der Luft schweben. Somit kann nur jeweils eine der Spielfiguren bestimmte Gebiete in einem Level erreichen.
Ziel des Spiels ist es nun, alle verbleibenden Planeten zu bereisen, in allen Leveln alle Tribals zu evakuieren und zusätzlich bestimmte Items zu finden, bevor man dem Endgegner ein zweites Mal gegenübertreten kann.

## Mehrspielermodus
Neben dem konventionellen Deathmatch, in dem es die Figuren der Mitspieler zu töten gilt, beinhaltet das Spiel auch zwei Formen von Rennspielen: Ein 3D-Rennspiel mit Splitscreen-Modus und ein Minispiel-ähnliches 2D-Rennspiel, bei dem aus der Draufsicht das gesamte Rennfeld betrachtet wird.

## Reaktion
Im Juni 2000, vier Jahre nach dem Verkaufsstart des Nintendo 64 und gut ein Jahr vor Erscheinen der Nachfolgekonsole Gamecube, stellte das Portal IGN eine Top 25 aus den bis dahin erschienenen ca. 230 N64-Titeln zusammen. Jet Force Gemini steht in dieser Liste auf Platz 20 und Redakteur Matt Casamassina resümierte: „All things said and done though, JFG still has no trouble whatsoever making the Top 25 as its one of the most refreshingly original games to hit the console -- even if it does have a few drawbacks.“ Der Soundtrack kam in einer separaten Liste auf Platz zwei hinter Star Wars: Rogue Squadron.